# Medionidus conradicus
Medionidus conradicus é uma espécie de bivalve da família Unionidae.
É endémica dos Estados Unidos.